# Saintpaulia pusilla
Saintpaulia pusilla är en tvåhjärtbladig växtart som beskrevs av Engler. Saintpaulia pusilla ingår i släktet Saintpaulia och familjen Gesneriaceae. Inga underarter finns listade i Catalogue of Life.